# كيغان برادلي
كيغان برادلي (بالإنجليزية: Keegan Bradley)‏ هو لاعب غولف أمريكي، ولد في 7 يونيو 1986 في وودستوك في الولايات المتحدة.
وتعتبر عائلة كيغان المصدر الاول له للإلهام والحب الذي دفعه لشق طريقه في لعبة الكولف، حيث في ربيعه الـ12 قرر أن هذه هي الرياضة التي أحبها والتي يجب أن يتابع فيها.

## وصلات خارجية
- الموقع الرسمي
- كيغان برادلي على موقع رابطة لاعبي الغولف المحترفين (الإنجليزية)
- كيغان برادلي على موقع رابطة اليابان للاعبي الغولف المحترفين (الإنجليزية)
- كيغان برادلي على موقع التصنيف العالمي الرسمي للغولف (الإنجليزية)
- كيغان برادلي على موقع IMDb (الإنجليزية)
- كيغان برادلي على موقع إن إن دي بي (الإنجليزية)
- كيغان برادلي على موقع قاعدة بيانات الفيلم (الإنجليزية)